# Emilio Lavezzari
Emilio Lavezzari (Palazzolo Milanese, 14 settembre 1928 – Pomezia, 30 maggio 2009) è stato un calciatore italiano, di ruolo mediano.

## Carriera
Cresciuto nelle giovanili del Seregno, contribuì, appena diciassettenne, alla promozione dei lombardi nel campionato 1946/47. Più tardi, cominciò a mettersi in luce con ottime prestazioni al punto che l'allora presidente del Milan Umberto Trabattoni lo fece mettere sotto osservazione insieme al giovane portiere Bugatti.
Nell'estate del 1951 si concretizza il suo trasferimento nelle file dei rossoneri, sotto la guida dell'allenatore ungherese Lajos Czeizler, che cercava un mediano di interdizione dal fisico importante, che potesse proteggere le incursioni offensive della stella Nils Liedholm ma, all'occorrenza, ripiegare anche in fase difensiva. Lavezzari lo ripagò fin da subito con delle ottime prestazioni, al punto da guadagnarsi una maglia da titolare. La sua carriera sembrava in rampa di lancio, ma durante il derby di andata contro l'Inter, in seguito ad uno scontro di gioco con Benito Lorenzi, Lavezzari si infortunò gravemente al menisco, compromettendo la stagione.
Circa sei mesi più tardi Lavezzari era pronto a scendere nuovamente in campo, ma la stagione era finita, e il nuovo allenatore Mario Sperone fece acquistare dal Padova il giovane Eros Beraldo per sostituire Lavezzari, che fu quindi ceduto in prestito al Como, dove disputò la stagione successiva. Seguirono una stagione alla Pro Patria ed una al Pavia.
Nel 1957, a soli 28 anni, in seguito ai postumi del grave infortunio che non gli consentì più di rendere al cento per cento, decise di ritirarsi. Più tardi fu allenatore di Como, Seregno e Palazzolo.
Trasferitosi per lavoro a Pomezia, in provincia di Roma, rimase lungamente in contatto con l'ex compagno del Milan Nils Liedohlm, allenatore della Roma, che lo ospitò a Trigoria in più di una occasione. Morì il 30 maggio del 2009 all'età di 80 anni a Pomezia, sua città di adozione, dove è anche presente un Milan Club a lui dedicato.

## Palmarès

### Club

#### Competizioni nazionali
- Serie C: 1

Seregno: 1949-1950